# Попаздра
Попаздра (укр. Попаздра) — село, подчиняется сельсовету села Приморское Белгород-Днестровского района Одесской области Украины.
Население по переписи 2001 года составляло 187 человек. Почтовый индекс — 67792. Телефонный код — 4849. Занимает площадь 0,49 км². Название села, по словам местных жителей, происходит от слова ПОП (от румынского POPA (священник)). Некоторые утверждают что в этом селе проживал священник, который был дерзко ограблен.
В селе находится детский санаторий «Дальний». Здесь обнаружен источник сероводородной воды, близкой по своим свойствам к мацестинской.

## Местный совет
67792, Одесская обл., Белгород-Днестровский р-н, с. Приморское, ул. Дзержинского, 129